# Sarcophaga polistensis
Sarcophaga polistensis är en tvåvingeart som beskrevs av Hall 1933. Sarcophaga polistensis ingår i släktet Sarcophaga och familjen köttflugor. Inga underarter finns listade i Catalogue of Life.